# Zračna luka Pakse
Zračna luka Pakse (IATA: PKZ – ICAO: VLPS) je međunarodna zračna luka u Laosu te je jedna od nekoliko međunarodnih zračnih luka u zemlji. Zračna luka se koristi u vojne svrhe te transport putnika. Kao i zračna luka Gautam Buddha u Nepalu, i luka Pakse se nalazi na nadmorskoj visini od svega 107 m.
Pakse je bivši južni glavni grad laoškog kraljevstva Champasak.

## Avio kompanije i destinacije
| Zračna luka Pakse | Zračna luka Pakse                                                                          |
| Avio kompanija    | Destinacije                                                                                |
| ----------------- | ------------------------------------------------------------------------------------------ |
| Lao Airlines      | Bangkok - Suvarnabhumi, Ho Chi Minh City, Luang Prabang, Savannakhet, Siem Reap, Vientiane |

## Vanjske poveznice
- Informacije o zračnoj luci